# Puczyce-Kolonia
Puczyce-Kolonia – część wsi Puczyce w Polsce położona w województwie mazowieckim, w powiecie łosickim, w gminie Platerów].
W latach 1975–1998 Puczyce-Kolonia położona była w województwie bialskopodlaskim.